# The Element Project
The Element Project, nach eigener Schreibweise auch THE ELEMENT PROJECT, ist eine Session-Formation und Progressive-Rock-Band aus Hamburg.
Die Gruppe kombiniert Rock, Avantgarde mit Jazz und Weltmusik in einem Spektrum von Psychedelik-Sound-Collagen über Neue Deutsche Härte bis hin zu Klassik-Zitaten.

## Geschichte
Die Komponisten und Begründer von The Element Project, Bernt Köhler-Adams (Keyboard), und Frank Otto (Schlagzeug), arbeiteten bereits in den 1980er Jahren in der bei Teldec veröffentlichten Band Goya, musikalisch zusammen. Für die Produktion standen damals noch Namen wie John Punter (Roxy Music, Brian Ferry), Ric Lee (Ten Years After), Werner Last und Joachim Witt. In den 1990er Jahren begann das Komponistenduo selbst zu produzieren und steuerte, hier schon im Zusammenwirken mit Jens Fischer, die Filmmusik für den 1998 erschienenen Film Beautopia bei. Im Jahr 2000 wurde dann der Grundstein für The Element Project gelegt.
Ungeachtet des Anspruchs auf Durchhörbarkeit wurde eine Komposition als „emotionales Tagebuch“ angelegt. Die spontane Unmittelbarkeit, und die darin liegende eigene Authentizität, wurde in den Vordergrund gestellt. Zu diesem in drei Monaten entstandenen, 72 Minuten dauernden Werk wurden daraufhin die anderen Musiker eingeladen, ohne Vorkenntnis des Musikstücks, sich ebenso spontan, unmittelbar und völlig frei zu manifestieren.
Im track by track-Verfahren wurden die Instrumente ohne Unterbrechung in einer 72 Minuten langen first take-Aufnahmesession nacheinander eingespielt.
Nach einer ersten tontechnischen Bearbeitung, dem sogenannten Ruff Mix, wurden Filmemacher aufgefordert, möglichst ebenso impulsiv Bilder zu dieser Musik zu erzeugen.
Nach Fertigstellung der Dreharbeiten, für das dann TRIP – Remix your Experience betitelte Gesamtwerk, wurden die Musikaufnahmen von Bernt Köhler-Adams und Frank Otto mit dem Toningenieur Michael Tibes (Nena, Paulsrekorder) im Studio von Carsten Bohn im Surround-Sound 5.1 Dolby Digital abgemischt. Hierbei wurde großer Wert auf die Stereo-Kompatibilität gelegt, um die Gleichwertigkeit sicherzustellen und um für beide Wiedergabeformen den Anspruch des Originals zu erfüllen.

## Live-Auftritte
Im Dezember 2005 trat The Element Project in Los Angeles erstmals öffentlich auf. Im folgenden Frühjahr folgten Auftritte in Cannes und Sophia Antipolis.
Zur CD-Veröffentlichung tourte die Formation im Herbst 2006 durch 15 deutsche Städte. Neben Auftrittsorten wie dem Schiff Stubnitz führte diese Deutschland-Tournee durch 16 Kinos, die über entsprechende Bühnen verfügten, Clubs mit großen Leinwänden und auf das Reeperbahn Festival.

## Diskografie
- 2006: Trip – Remix Your Experience: The Music (ferryhouse/Warner), Soundtrack
- 2006: Underway (ferryhouse/Warner)
- 2007: Trip – Remix Your Experience (ferryhouse/warner), 2- bzw. 4-DVD-Set